# Daniel Bentley
Daniel Ian Bentley (ur. 13 lipca 1993 w Basildon w Anglii) – angielski piłkarz. Bentley gra na pozycji bramkarza w klubie Brentford.

## Kariera klubowa

### Southend United
Urodzony w Basildon w stanie Essex rozpoczął karierę w rodzinnym klubie Hutton Medway, lecz był obserwowany przez skautów Arsenalu. W wieku ośmiu lat dołączył do akademii Arsenalu, lecz szybko został z niej zwolniony i podpisał kontrakt z Southend United, do którego dołączył w marcu 2009 roku. Bentely został wypożyczony do Braintree Town na jedno spotkanie, ale rozegrał dwa mecze przeciwko Welling United i Dover Athletic. 22 października 2011 roku zadebiutował w barwach Southend w wygranym 4-1 spotkaniu z Torquay United, zastępując w drugiej połowie kontuzjowanego Glenna Morrisa. Po kontuzji pierwszego bramkarza Paula Smitha – Bentley rozegrał całą pierwszą część sezonu 2012-13. Po powrocie Smitha – Bentley nadal był podstawowym bramkarzem, grając także w meczach pucharowych. Został on pochwalony za dobre występy, a w jednym z meczów menedżer Paul Sturrock w 90 minucie dokonał zmiany, w którym to Paul Smith został zastąpiony przez Bentleya, co nie spodobało się Smithowi. W sezonie 2013-14 Bentley zachował 19 czystych kont. Jego imponujące występy zwróciły uwagę innych klubów takich jak Leeds United, które rozważało kupno bramkarza. W lecie 2014 roku pojawiły się informacje o zainteresowaniu bramkarzem ze strony klubów z Premier League, ale ostatecznie pozostał w Southend. W sezonie 2014/15 pobił klubowy rekord należący do Marvyna Cawstona, który to zachował 10 czystych kont z rzędu, a Bentley dokonał tej sztuki 12-krotnie. Southend awansowało do finałów Play-off o awans do League One, gdzie zagrało przeciwko Wycombe Wanderers. Mecz zakończył się remisem 1-1, a w serii rzutów karnych Bentley obronił dwa karne, wykonywane przez Matta Bloomfielda i Sama Wooda, co oznaczało awans Southend do League One. Ten sezon w wykonaniu Bentleya był znakomity, przez co został wyróżniony, zdobywając wszystkie trzy nagrody klubowe – został najlepszym piłkarzem drużyny według kibiców, piłkarz roku w klubie, a także zdobył nagrodę dla najlepszego piłkarza kwietnia 2015. Znalazł się także w najlepszej jedenastce League Two, wraz z kolegą z drużyny – Benem Cokerem.

### Brentford
1 lipca 2016 roku Bentley podpisał czteroletni kontrakt z drużyną grającą w Championship – Brentford. Kwota wyniosła około 1,1 mln funtów, jednak może ona wzrosnąć od pewnej ilości występów.

## Sukcesy
Southend
- Zwycięstwo w finale play-off League Two: 2014/15